# Србољуб Такић
Срба Такић (Власотинце, 12. мај 1962) српски је песник и новинар.

## Биографија
Основно образовање и гимназију завршио је у родном месту, Власотинцу, а затим Факултет политичких наука у Београду.
Од обнављања листа Власина, 1995. године радио је у редакцији, а од 2000. године је директор Листа. Од 2002. до 2004. је био директор Културног центра Власотинца. Споразумом о преузимању, 2006. године прелази у Фонфацију даровитих Христифор Црниловић, на место организатора програма и уредника издавачке делатности. У оквиру Културног центра покренуо је Власотиначки зборник, Колонију карикатуре и Дане Христифора Црниловића, а током рада у Власини покренуо је издавачку делатност. Уредник је и приређивач преко стотину књига и часописа. Директор је Винског бала 2008. 2009. године. А 2009. године је изабран за директора Народне библиотеке „Десанка Максимовић” у Власотинцу. Пише поезију за децу и одрасле.

## Избор из дела
- Културна просветна и књижевна делатност Драгослава Манића Форског, 2008.
- Власотинце је да се пева, 2010.
- Власотинце које волим, 2010.
- Бомбардовање : 1999 / Предраг Станковић, 2013.
- Слапови Вучјанке, 2013.
- Деца расту у песми, 2015.
- Деца су озбиљна појава / Срба Такић, Невен 2017.

## Награде
На 27. Међународном хаику фестивалу „Оџаци 2016“ освојио је прву награду у категорији хаику циклус